# Markus Hebel
Markus Claeson Hebel förekommer även under namnformen Marcus Hebbel, Hefflinck, Höbel, född i Neumünster, Holstein, Tyskland, död 1664 i Stockholm, var en stenhuggare och träbildhuggare från Neumünster i Holstein i Tyskland verksam i Sverige på 1600-talets mitt, främst i Stockholm från 1630-talets slut. Han var medlem av Stockholms nyinstiftade bild- och stenhuggarämbete från 1640 och fick burskapsed som stenhuggare den 2 oktober 1644.
Han var sannolikt bror till bildsnidaren Hans Hebel och man har försökt att påvisa att han tillhörde samma släkt som den tyske skalden Friedrich Hebbel. Man antar att Hebel kom till Sverige i slutet av 1630-talet.

## Arbeten vid Makalös
Man kan påvisa att Markus Hebel är i Jakob De la Gardies (1583-1652) tjänst 1638 vid byggandet av palatset Makalös i Stockholm. Jakob De la Gardie var far till rikskanslern Magnus Gabriel De la Gardie. Palatset Makalös uppfördes 1635–1643. Han utförde där en betydande del av slottets skulpturala utsmyckning med friser, reliefer, balustradernas liggande lejon, otaliga hermer och Bacchusfigurerna som prydde fasaden. Samtliga av slottets öppna spisar med undantag av två utfördes av Hebel där han arbetade med röd öländsk kalksten. Palatset började byggas på 1630-talet vid dagens Karl XII:s torg på östra delen av den gamla kungliga stalltomten, som möjligen hade överlämnats av Gustav II Adolf till riksmarsken Jakob Pontusson De la Gardie. Natten till den 24 november 1825 brann palatset ned till grunden.

## Arbeten vid Ulriksdals slott, Ekholmens slott, Venngarns slott
Efter att Makalös blev fullbordat fortsatte han arbetet för Jakob De la Gardie vid Jacobsdal, nuvarande Ulriksdals slott, och senare vid Ekholmens slott söder om Enköping i Uppland.
Slottet Jacobsdal, nuvaranade Ulriksdals slott, uppfördes cirka 1638–1645 för Jakob De la Gardie med Hans Jacob Kristler som arkitekt och byggmästare. Det döptes ursprungligen till Jacobsdal men fick senare sitt nuvarande namn efter Karl XI:s son Ulrik. Jacobsdal anlades i en ödslig och bergig terräng intill Edsviken. Huvudbyggnaden fullbordades av Magnus Gabriel De la Gardie, han var byggherre och hans arkitekt och byggmästare var Hans Jacob Kristler från Strasbourg. Kristler arbetade vid samma tid med palaset Makalös i Stockholm, varifrån han hämtade arbetskraft till Jacobsdal. Huvudbyggnaden stod färdig 1644 och arbetena med flygelbyggnaderna avslutades troligen 1645. Slottet var uppfört i senrenässans och huvudbyggnaden bestod av två våningar och vindsvåning.
Ekholmens slott, vars huvudbyggnad fullbordades av Magnus Gabriel De la Gardie, härjades år 1686 av vådaeld. En ny byggnad uppfördes på dess murar 1746 och då ändrades byggnaden till renässansstil och försågs med sina fyra hörntorn av Fredrik Wilhelm Scholander.  
Markus Hebel blev mästare i Sverige 1641 och samma år utförde han några änglahuvuden för valven i Tyska kyrkan och en altaruppsats och tre bevarade epitafier. Han arbetade även med orgelfasaden 1659-1661. Under låga perioder var stenhuggaren Markus Hebel och byggmästaren Willem Doms (Dönnitz, Donntz) verksamma vid Jacobsdals slott och vid Venngarns slott norr om Sigtuna. Dessa två stenhuggare och Didrik Blume var kända för de ståtliga portalerna vid Lennart Torstensons palats i Stockholm. Sandstensportalen mot Fredsgatan, från det ursprungliga Torstenssonska palatset utfördes av den tysk-svenska stenhuggaren Didrik Blume 1647. Palatset används sedan 1906 av Utrikesdepartementet.
På Magnus Gabriel De la Gardies tid var huvudbyggnaden på Venngarns slott med sina utskjutande flyglar utvändigt bemålad med arkitekturmotiv i renässans, men sandstensportalerna, som är huggna av Markus Hebel är kvar.
Han anlitades 1650 för att uppföra drottning Kristinas triumfport på Norrmalmstorg (nuvarande Gustav Adolfs torg) i Stockholm.
År 1653 fick han ett kontrakt på uppförandet av två portaler för Magnus Gabriel De la Gardies räkning vid Drottningholm samt ett altare och predikstol för Drottningholms slottskyrka, troféer med dekorativt fasadmotiv, som monterades på Skoklosters gavelsidor.

## Arbeten på Skoklosters slott

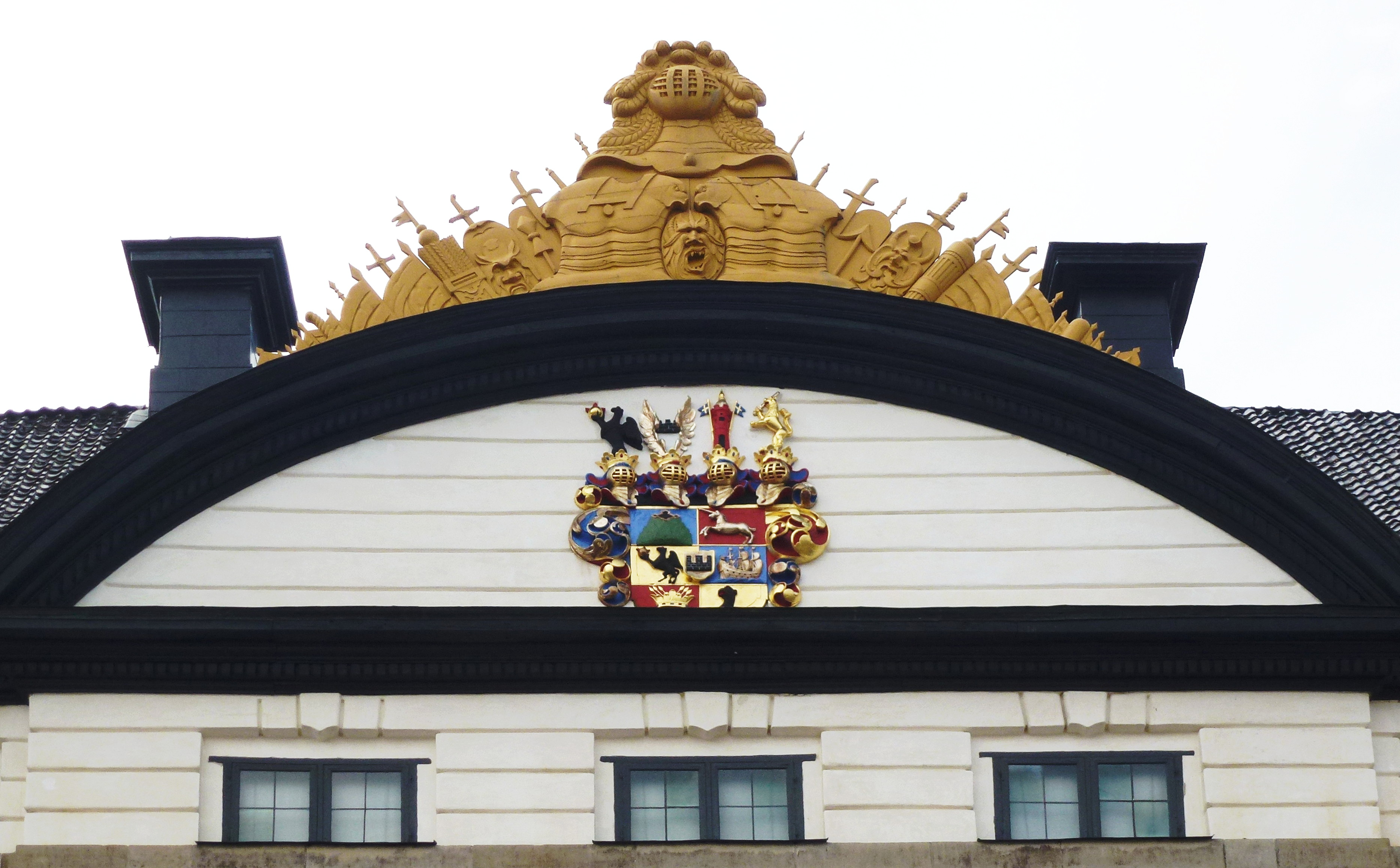
Skoklosters slott. Den nytillverkade kopian av Wrangel af Salmiss vapen och trofékrön på fasaden mot Mälaren. Det utfördes 1657 av Markus Hebel och renoverades 2010 av Statens fastighetsverk.

I Skoklosters slott har Markus Hebel gjort ett flertal skulpterade träspisar. På Skokloster finns det sammanlagt 21 skulpterade träspisar av vilka tolv av dessa tillskrivs Markus Hebel. I Kungssalen på Skoklosters slott har Hebel gjort den rikt skulpterade träspisen (1663). Skärmarna  till spisen är dekorerade av Johan Malchow och bredvid den står en kakelugn, som är reliefdekorerad med blå och grön dekor på vit botten av Hindrich Thim (1670). Några andra exempel här på träspisar, som Hebel gjort på Skokloster är i rummen Paris och Tours på Gästvåningen i Skokloster. I Paris har träspisen skulpturer av Hebel. Rummets målade dekor är signerad Hans Jürgen Floth, rummet dekoreras vidare av en svit porträtt, tagna som krigsbyte i Prag 1648. Rummet Tours har också träspis av Markus Hebel, i rummet pryds väggarna också av en större kollektion porträtt av statsmän och lärde.
Den enda fasadutsmyckningen på Skoklosters slott utgörs av vapnet för Wrangel af Salmis i segmentgaveln över mittpartiet mot sjösidan och över den ett i ek snidat och gulmålat trofékrön. Båda utfördes år 1657 av den tyske träbildhuggaren Markus Hebel. Trofékrönet på Skoklosters slott rekonstruerades 2010. 
"Nio meter brett och fem meter högt är det nytillverkade trofékrönet på Skoklosters slott söder om Uppsala. Den mycket speciella ekskulpturen från mitten av 1600-talet har plockats ner, krönets femtiotal handsnidade delar har kopierats, saknade delar har rekonstruerats och nya har tillverkats – allt med traditionella metoder och material. Idag förklarade Statens fastighetsverks generaldirektör Thomas Norell den nytillverkade kopian som pryder taket 28 meter ovan mark, för invigd. Trofékrönet, som i över 350 år har prytt slottet, väger över ett halvt ton och är en sammanställning av romerska vapen och krigssymboler som skulle visa makt och framgång. När rekonstruktionsarbetet påbörjades 2006 var skulpturen illa åtgången. Statens fastighetsverk, som förvaltar Skoklosters slott, lät en träkonservator och bildhuggare göra en kopia av originalskulpturen."

## Arbeten i kyrkor
Han tillskrivs även altartavlorna i Vadsbro kyrka i Flens kommun i Södermanland, Öja kyrka, Södermanland (1661), Länna kyrka, Södermanland och i Nicolaikyrkan (1661) i Örebro. Den praktfulla altaruppsatsen i barock i Nicolaikyrkan tillkom 1661 och är ett verk av skulptören Markus Hebel.

## Representerad
Hebel är representerad vid Stockholms stadsmuseum med fragment av Bacchusfigurerna från Makalös.

## Bilder, arbeten i urval

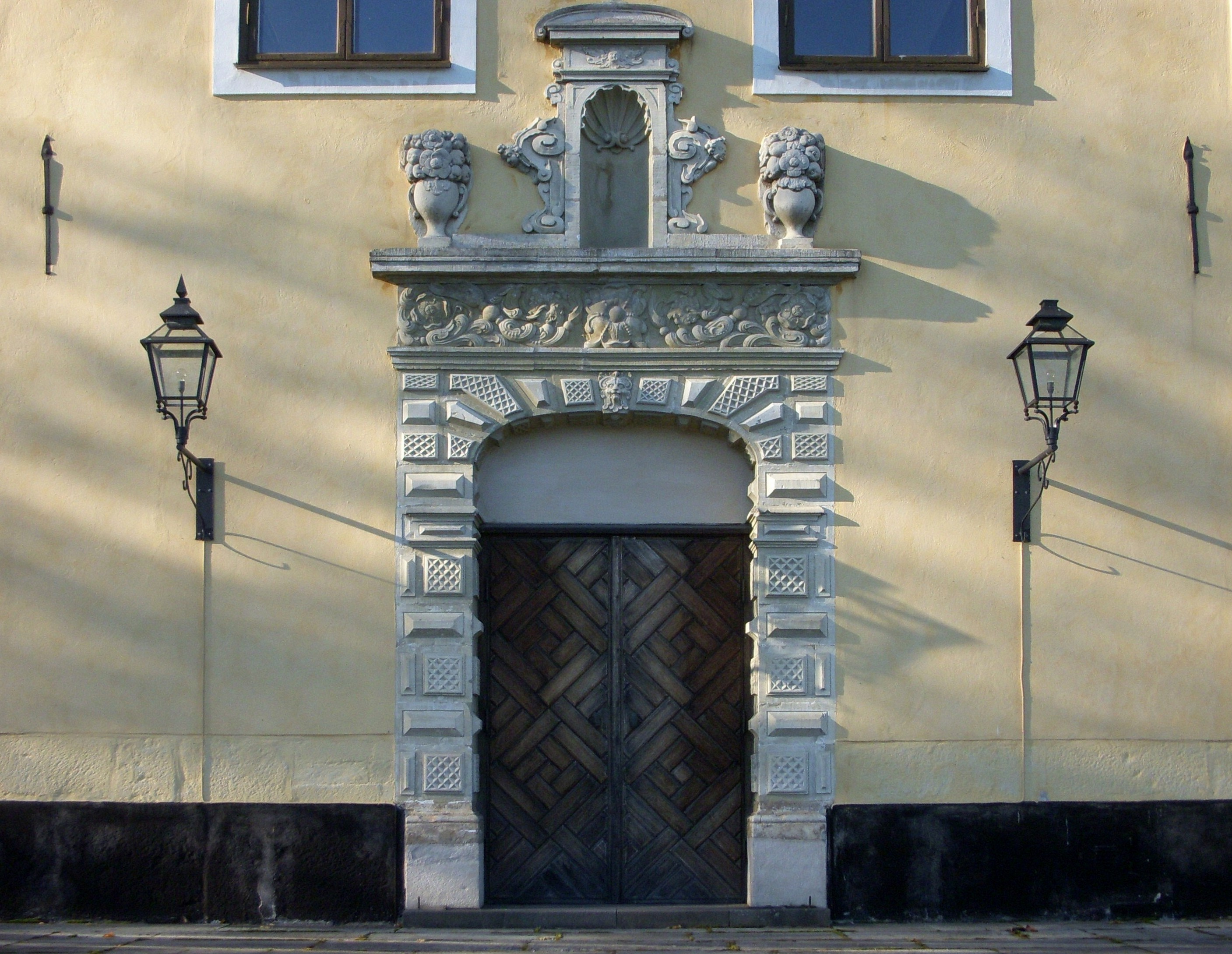
Ulriksdals slott (Jacobsdals slott), slottsportalen mot öst.
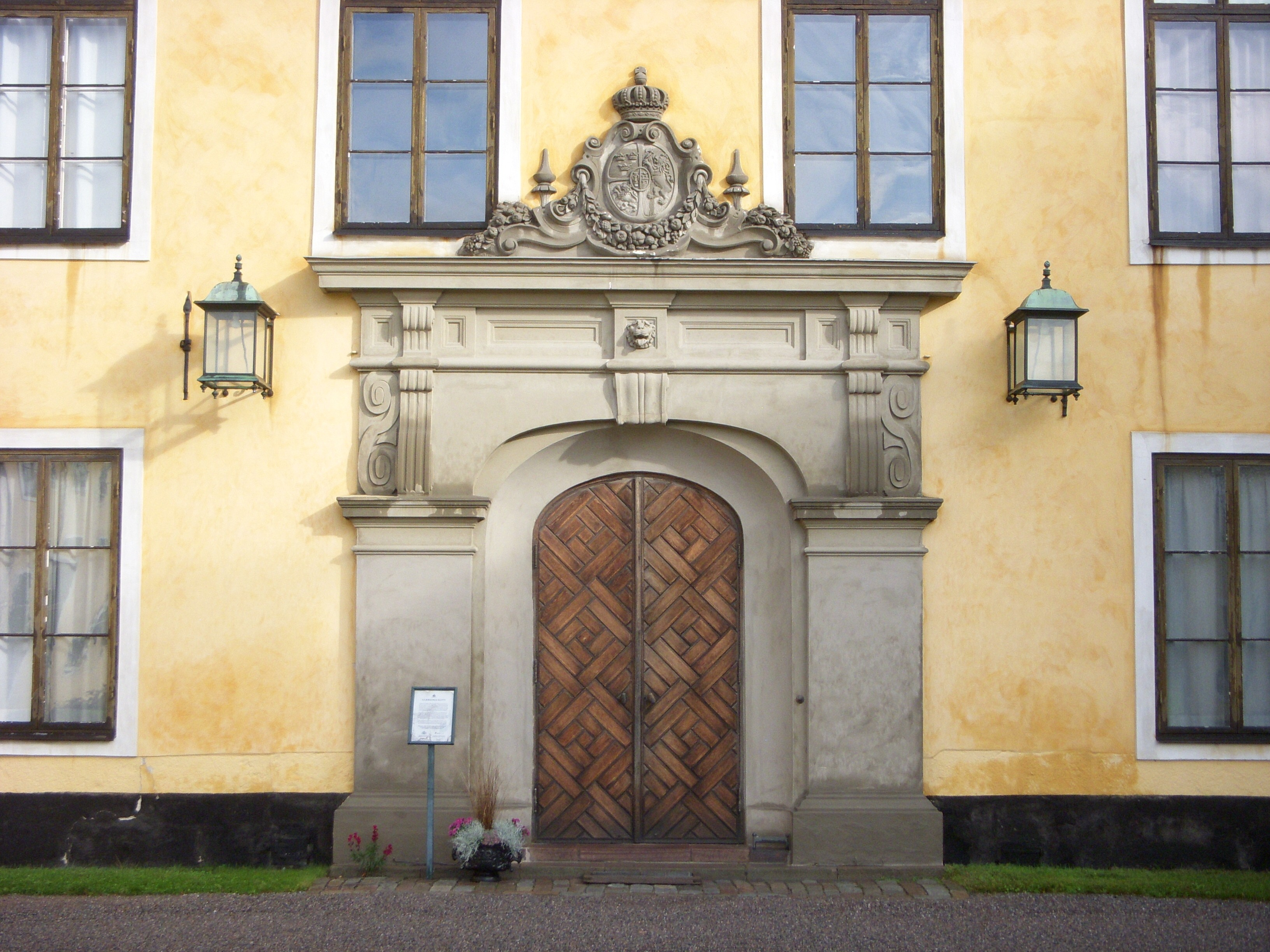
Ulriksdals slott (Jacobsdals slott), slottsportalen mot väst.
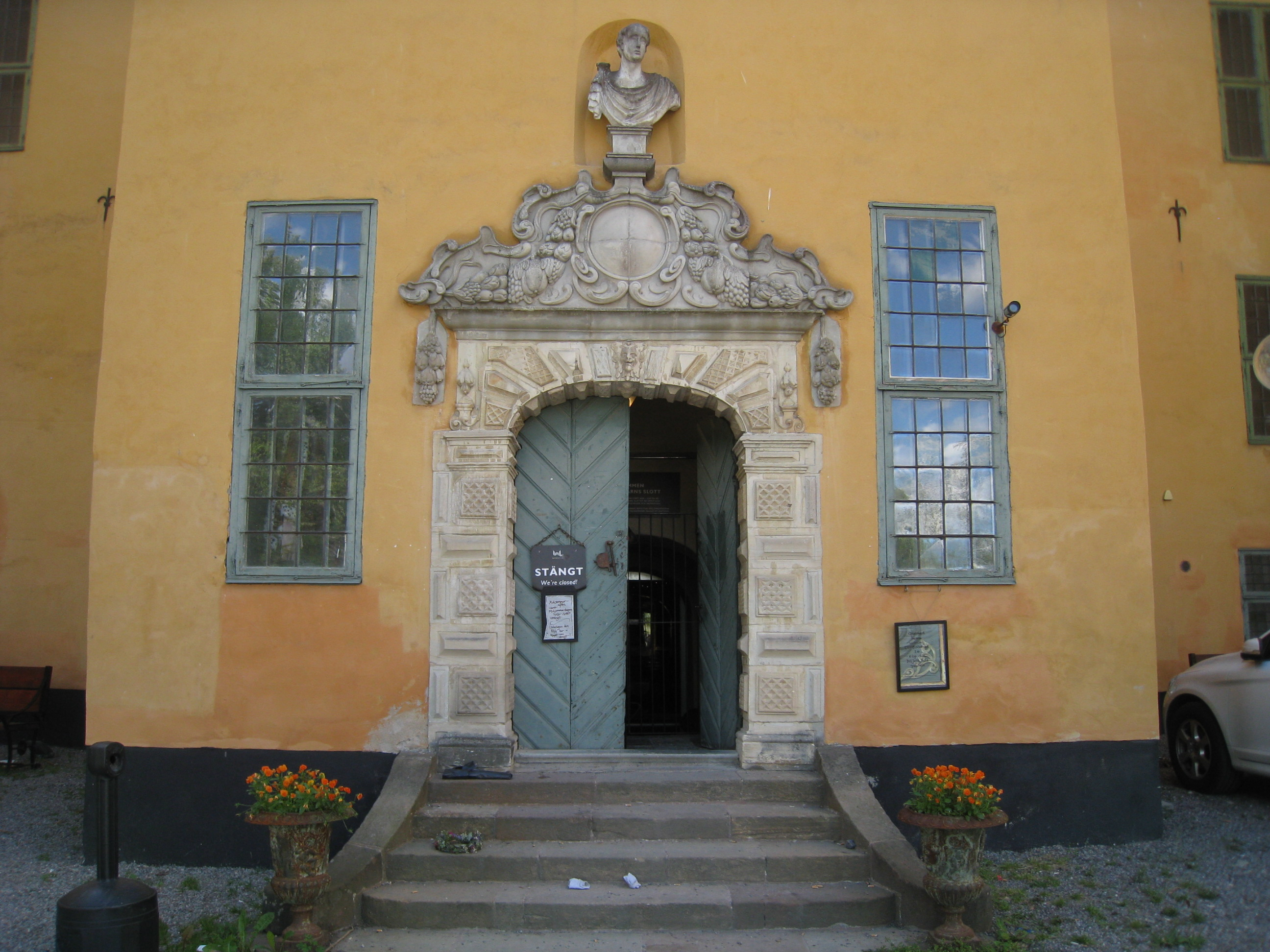
Venngarns slott, huvudportalen, sandstensportalen med knopornamentik med druvklasar samt höga korsfönster med blyrutor.
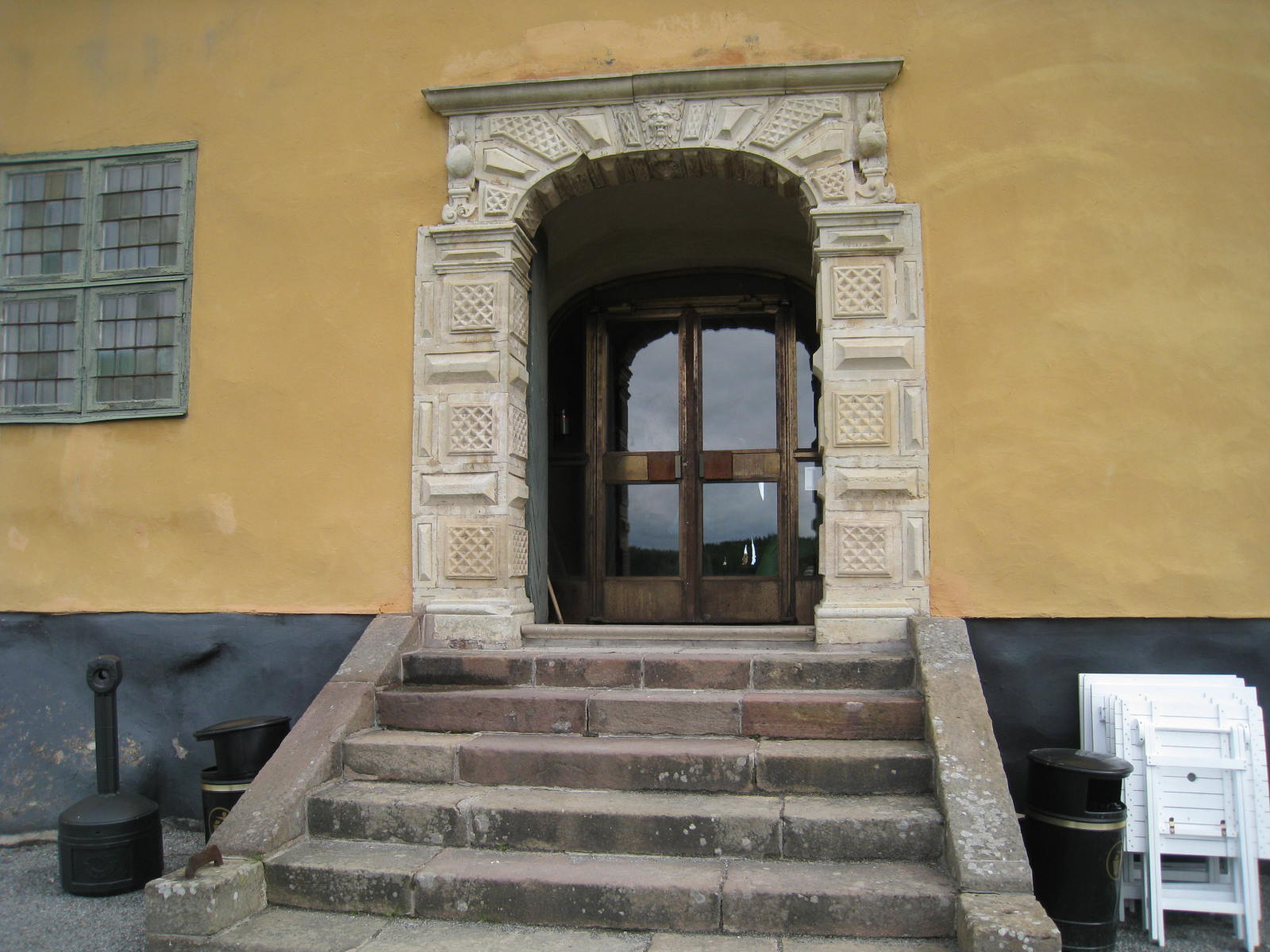
Venngarns slott, sandstensportalen på sydfasaden.
Skoklosters slott, Kungssalen, här finns både träspis och kakelugn. Träspisen är skulpterad av Markus Hebel.
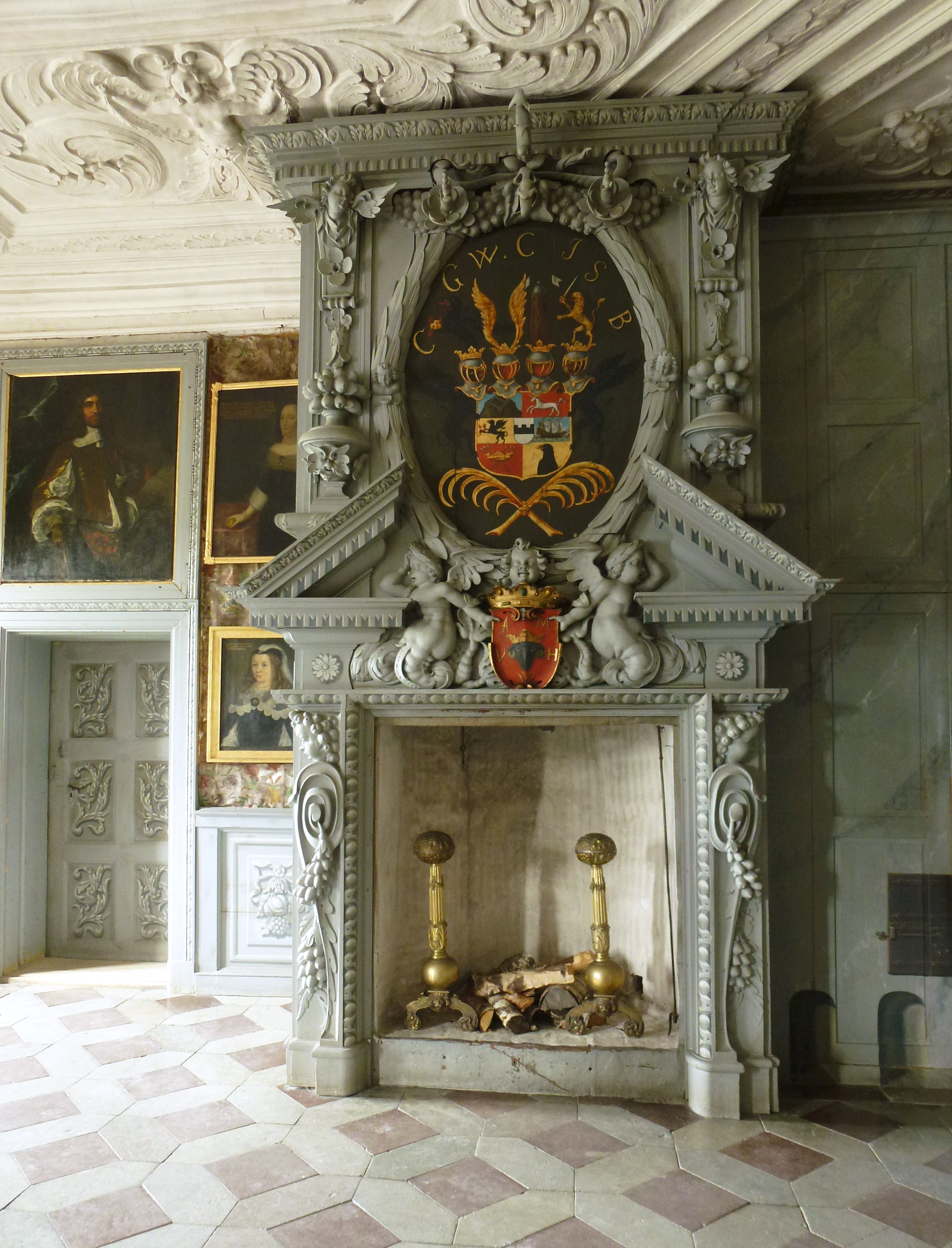
Skoklosters slott, skulpterad träspis av Markus Hebel.